# Interculturalisme

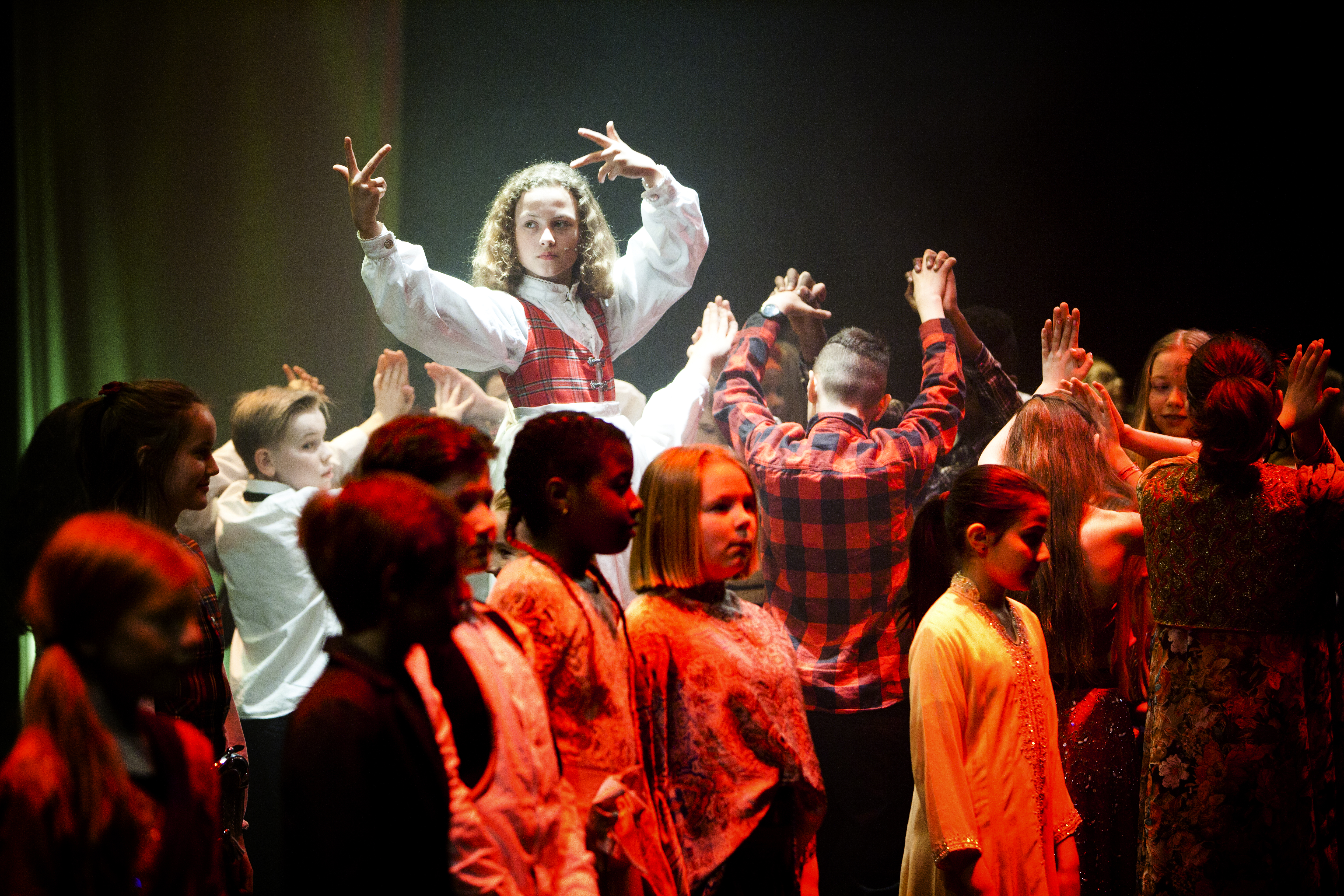
Un projecte musical intercultural a Halden, Noruega

L'interculturalisme es pot entendre, sempre a partir del fet de l'existència en un mateix territori de dues o més cultures (on totes menys una solen ser fruit de la immigració), com una ideologia política l'objectiu principal de la qual és desenvolupar una cultura cívica comuna basada en els valors de la democràcia, la llibertat i els drets humans, que cal respectar, tal com pressuposa la "civilització occidental", mentre que fomenta la interacció entre les diverses comunitats que viuen en un mateix país.
L'interculturalisme promou els drets individuals per a tothom, sense discriminació. Això significa, en particular, que les persones tenen dret a mantenir la seva filiació amb un grup ètnic concret i el dret a les diferències culturals i religioses, que es poden mostrar lliurement en públic. No obstant això, la societat sencera ha d'adherir-se a una mateixa constitució de drets i deures fonamentals, sense excepció. L'interculturalisme no accepta que les diferències culturals s'utilitzin com a excusa per reduir els drets de certs grups. Aquest enfocament condueix a una ètica de la tolerància màxima per a les opcions de l'individu i de la tolerància mínima per als sistemes totalitaris i teocràtics, que imposen idees que podrien soscavar els fonaments mateixos d'una societat democràtica.
L'interculturalisme s'oposa, per tant, al racisme i a la xenofòbia, i a les seves manifestacions; però també a l'assimilacionisme o al segregacionisme. Tot això, en l'àmbit polític, comporta actuacions per evitar la discriminació o l'exclusió social d'un dels grups: el més feble.
Es distingeix, així del multiculturalisme, en què aquest promou la persistència de la diversitat cultural.
Es parla d'interculturalitat per designar la realitat sociològica de la interacció entre cultures en aquesta realitat multicultural.